# Bertolonia
Bertolonia es un género de plantas con flores pertenecientes a la familia Melastomataceae. Es originario de Brasil. Comprende 21 especies descritas y de estas, solo 2 aceptadas.

## Taxonomía
El género fue descrito por Giuseppe Raddi y publicado en Memoria di Matematica e di Fisica della Società Italiana del Scienze Residente in Modena, Parte contenente le Memorie di Fisica 18: 384 en el año 1820.

## Especies aceptadas
A continuación se brinda un listado de las especies del género Bertolonia aceptadas hasta febrero de 2013, ordenadas alfabéticamente. Para cada una se indica el nombre binomial seguido del autor, abreviado según las convenciones y usos:
- Bertolonia leuzeana (Bonpl.) DC.
- Bertolonia mosenii Cogn.